# Stickrahmen

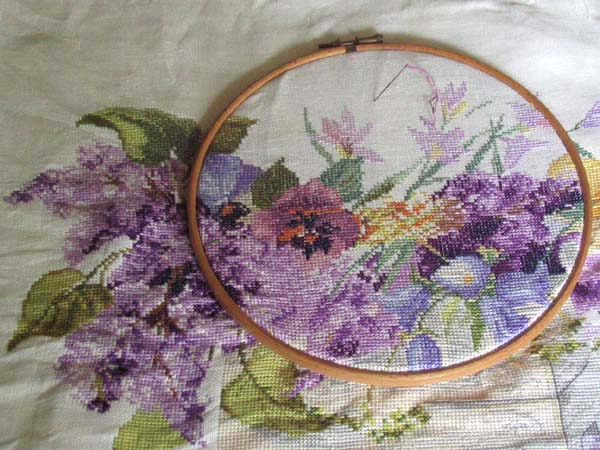
Runder Stickrahmen

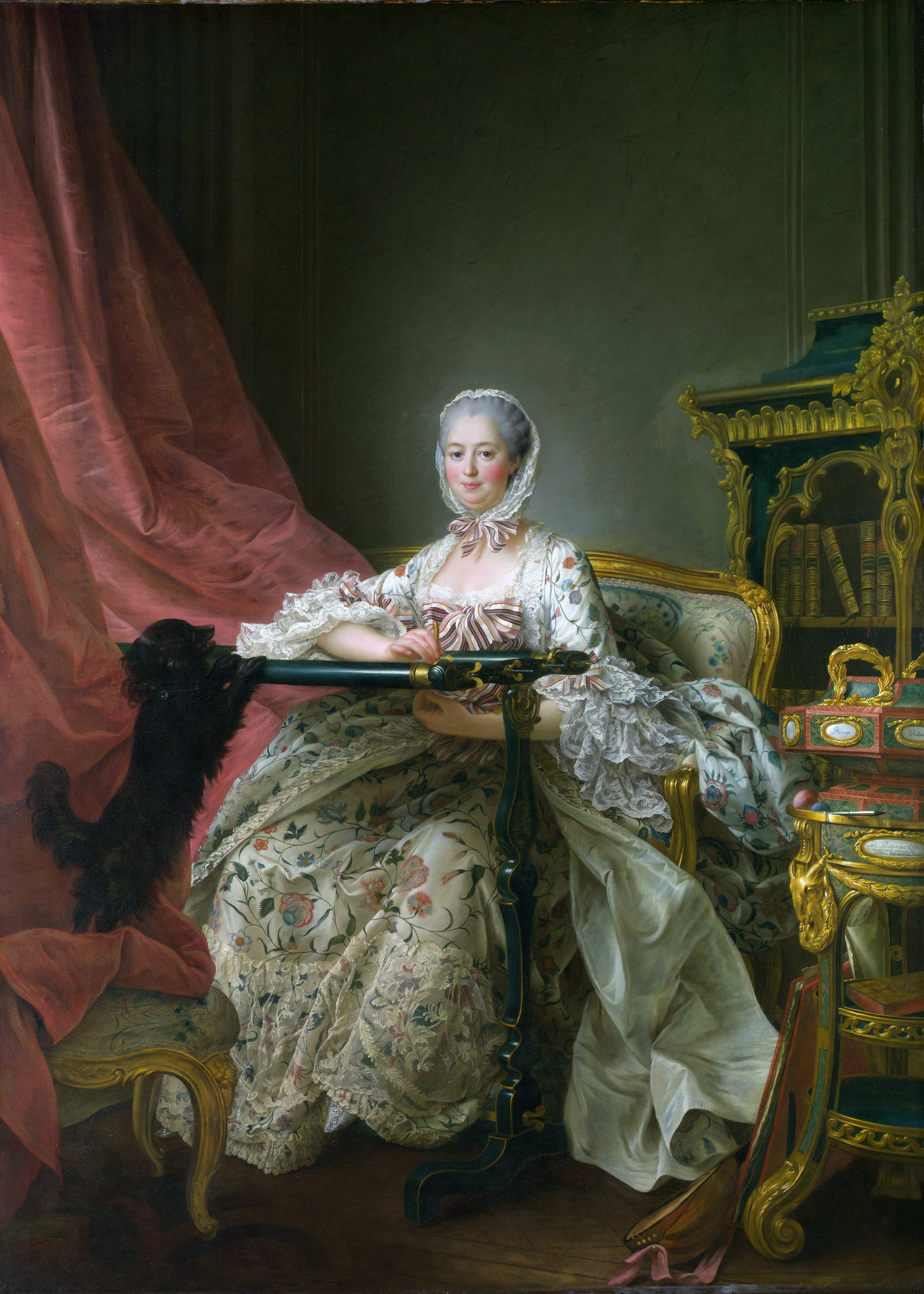
Madame de Pompadour bei einer Stickerei an einem eckigen Stickrahmen

Ein Stickrahmen ist ein Hilfsgerät zum Einspannen und Straffen des Textils, um das Gewebe beim Besticken nicht zusammenzuziehen und dadurch Verzerrungen im Muster zu vermeiden. Form und Größe des Rahmens können je nach Bedarf und Sticktechnik unterschiedlich sein. Er wird heutzutage aus Holz, Metall oder Kunststoff hergestellt; in der Vergangenheit wurde auch Bein oder Elfenbein verwendet.
Unterschieden werden runde und eckige Rahmen. Runde Rahmen bestehen aus einem inneren und einem äußeren Ring, zwischen die der Stoff gelegt wird. Der jeweilige zu bestickende Bereich wird so positioniert, dass die Gewebefäden rechtwinklig verlaufen. Festgeklemmt wird der Stoff je nach Konstruktionsprinzip entweder mit Hilfe des äußeren, verstellbaren Rings oder mit dem inneren, federnden Ring. 
Schwere Stoffe oder Stoffe, die zum Beispiel eine Goldstickerei erhalten, benötigen einen eckigen Rahmen, der aus (Holz-)Stangen (Holmen) und zwei gelochten Latten besteht. Der Stoff wird am Rahmen festgenäht, dabei eventuell auf die Holme aufgerollt und anschließend mit Hilfe der gelochten, in den Holmen geführten Latten gespannt. So lassen sich auch großformatige Stickereien verzerrungsfrei ausführen.